# Дорощак Ганна Степанівна
Ганна Степанівна Дорощак (нар. 14 серпня 1930 — ?) — українська радянська діячка, ланкова, оператор машинного доїння колгоспу імені Леніна (потім — радгоспу «Винниківський») Винниківського (Пустомитівського) району Львівської області. Герой Соціалістичної Праці (6.03.1981). Депутат Львівської обласної ради депутатів трудящих 7-го скликання (1959—1961 роки).

## Біографія
Народилася в селянській родині.
З початку 1950-х років — ланкова, з 1966 року — доярка, оператор (майстер) машинного доїння корів колгоспу імені Леніна (потім — радгоспу «Винниківський») села Чишки Винниківського (потім — Пустомитівського) району Львівської області. У 1976 році одержала від кожної закріпленої корови по 7.500 кілограмів молока.
Член КПРС.
Указом Президії Верховної Ради СРСР від 6 березня 1981 року за видатні успіхи, досягнуті у виконанні завдань десятої п'ятирічки і соціалістичних зобов'язань по збільшенню виробництва і продажу державі продуктів землеробства і тваринництва, Ганні Степанівні Дорощак присвоєно звання Героя Соціалістичної Праці з врученням ордена Леніна і золотої медалі «Серп і Молот».
Потім — на пенсії в селі Чишки Пустомитівського району Львівської області.

## Нагороди
- Герой Соціалістичної Праці (6.03.1981)
- два ордени Леніна (6.03.1981)
- орден Жовтневої Революції
- орден «Знак Пошани»
- медалі